# Álvaro Negredo
Álvaro Negredo Sánchez (Madrid, 20 augustus 1985) is een Spaans voormalig voetballer die bij voorkeur als aanvaller speelt. 
De Spanjaard speelde de meeste wedstrijden voor Sevilla en kwam verder uit voor onder meer Real Madrid, Valencia en Manchester City. Met de Spaanse nationale ploeg werd hij in 2012 Europees kampioen. In maart 2025 kondigde hij aan zijn voetbalschoenen aan de wilgen te hangen.

## Clubcarrière
Negredo speelde als jeugvoetballer bij Rayo Vallecano. In het seizoen 2004/2005 debuteerde hij in het eerste elftal van de Madrileense club, dat destijds in de Segunda División B speelde. In 2005 ging Negredo bij Real Madrid Castilla spelen, waarmee hij twee seizoenen uitkwam in de Segunda División A. De aanvaller vertrok in 2007 naar UD Almería. In zijn eerste seizoen behaalde Negredo met zijn team een verrassende achtste plaats in de eindstand van de Primera División. In 2009 haalde Real Madrid hem voor vijf miljoen euro terug, om Negredo vervolgens voor 15 miljoen euro te verkopen aan Sevilla FC. Hij tekende in 2011 een contract tot 2016, met een gelimiteerde afkoopsom van 50 miljoen euro. Op 1 juni 2013 scoorde hij op de laatste speeldag van het seizoen vier doelpunten tegen Valencia CF (4-3). Door het verlies liep Valencia CF de vierde plaats en dus kwalificatie voor de voorrondes voor de Champions League mis.
Negredo tekende in 2013 een vierjarig contract bij Manchester City, dat circa €20.750.000,- voor hem betaalde aan Sevilla FC, met nog €5.300.000,- in het vooruitzicht aan eventuele bonussen. Hij speelde er één seizoen en werd in zijn tweede contractjaar verhuurd aan Valencia CF. Dat lichtte na afloop daarvan een koopoptie in zijn contract en nam hem voor €30.000.000,- definitief over.

## Clubstatistieken
| Seizoen     | Club            | Competitie         | Competitie | Competitie | Competitie | Beker | Beker | Beker | Internationaal | Internationaal | Internationaal | Totaal | Totaal | Totaal |
| Seizoen     | Club            | Competitie         | Wed.       | Dlp.       | Ass.       | Wed.  | Dlp.  | Ass.  | Wed.           | Dlp.           | Ass.           | Wed.   | Dlp.   | Ass.   |
| ----------- | --------------- | ------------------ | ---------- | ---------- | ---------- | ----- | ----- | ----- | -------------- | -------------- | -------------- | ------ | ------ | ------ |
| 2004/05     | Rayo Vallecano  | Segunda División B | 1          | 0          | 0          | 0     | 0     | 0     | —              | —              | —              | 1      | 0      | 0      |
| Club Totaal | Club Totaal     | Club Totaal        | 1          | 0          | 0          | 0     | 0     | 0     | 0              | 0              | 0              | 1      | 0      | 0      |
| 2005/06     | Real Madrid B   | Segunda División A | 0          | 0          | 0          | —     | —     | —     | —              | —              | —              | 0      | 0      | 0      |
| 2006/07     | Real Madrid B   | Segunda División A | 40         | 18         | 0          | —     | —     | —     | —              | —              | —              | 40     | 18     | 0      |
| Club Totaal | Club Totaal     | Club Totaal        | 40         | 18         | 0          | 0     | 0     | 0     | 0              | 0              | 0              | 40     | 18     | 0      |
| 2007/08     | UD Almería      | Primera División   | 36         | 12         | 4          | 2     | 0     | 0     | —              | —              | —              | 38     | 12     | 4      |
| 2008/09     | UD Almería      | Primera División   | 34         | 19         | 5          | 1     | 0     | 0     | —              | —              | —              | 35     | 19     | 5      |
| Club Totaal | Club Totaal     | Club Totaal        | 70         | 31         | 9          | 3     | 0     | 0     | 0              | 0              | 0              | 73     | 31     | 9      |
| 2009/10     | Sevilla FC      | Primera División   | 35         | 11         | 5          | 5     | 2     | 1     | 7              | 1              | 0              | 47     | 14     | 6      |
| 2010/11     | Sevilla FC      | Primera División   | 38         | 20         | 7          | 9     | 5     | 2     | 8              | 1              | 3              | 55     | 26     | 12     |
| 2011/12     | Sevilla FC      | Primera División   | 30         | 14         | 4          | 4     | 0     | 0     | 2              | 0              | 1              | 36     | 14     | 5      |
| 2012/13     | Sevilla FC      | Primera División   | 36         | 25         | 4          | 6     | 6     | 0     | —              | —              | —              | 42     | 31     | 4      |
| Club Totaal | Club Totaal     | Club Totaal        | 139        | 70         | 20         | 24    | 13    | 3     | 17             | 2              | 4              | 180    | 85     | 27     |
| 2013/14     | Manchester City | Premier League     | 32         | 9          | 5          | 9     | 9     | 2     | 8              | 5              | 1              | 49     | 23     | 8      |
| Club Totaal | Club Totaal     | Club Totaal        | 32         | 9          | 5          | 9     | 9     | 2     | 8              | 5              | 1              | 49     | 23     | 8      |
| 2014/15     | → Valencia      | Primera División   | 30         | 5          | 5          | 4     | 1     | 0     | —              | —              | —              | 34     | 6      | 5      |
| 2015/16     | Valencia        | Primera División   | 25         | 5          | 2          | 6     | 5     | 0     | 9              | 2              | 1              | 40     | 12     | 3      |
| Club Totaal | Club Totaal     | Club Totaal        | 55         | 10         | 7          | 10    | 6     | 0     | 9              | 2              | 1              | 74     | 18     | 8      |
| 2016/17     | → Middlesbrough | Premier League     | 36         | 9          | 4          | 3     | 1     | 0     | —              | —              | —              | 39     | 10     | 4      |
| Club Totaal | Club Totaal     | Club Totaal        | 36         | 9          | 4          | 3     | 1     | 0     | 0              | 0              | 0              | 39     | 10     | 4      |
| 2017/18     | Beşiktaş        | Süper Lig          | 31         | 7          | 6          | 7     | 7     | 2     | 5              | 1              | 1              | 43     | 15     | 9      |
| 2018/19     | Beşiktaş        | Süper Lig          | 4          | 2          | 1          | 0     | 0     | 0     | 2              | 1              | 0              | 6      | 3      | 1      |
| Club Totaal | Club Totaal     | Club Totaal        | 35         | 9          | 7          | 7     | 7     | 2     | 7              | 2              | 1              | 49     | 18     | 10     |
| 2018/19     | Al-Nasr SC      | VAE Liga           | 19         | 17         | 3          | 0     | 0     | 0     | 1              | 1              | 0              | 20     | 18     | 3      |
| 2019/20     | Al-Nasr SC      | VAE Liga           | 17         | 8          | 5          | 9     | 3     | 1     | —              | —              | —              | 26     | 11     | 6      |
| Club Totaal | Club Totaal     | Club Totaal        | 36         | 25         | 8          | 9     | 3     | 1     | 1              | 1              | 0              | 46     | 29     | 9      |
| 2020/21     | Cadiz CF        | Primera División   | 35         | 8          | 4          | 0     | 0     | 0     | —              | —              | —              | 35     | 8      | 4      |
| 2021/22     | Cadiz CF        | Primera División   | 34         | 7          | 2          | 5     | 3     | 3     | —              | —              | —              | 39     | 10     | 5      |
| 2022/23     | Cadiz CF        | Primera División   | 21         | 1          | 2          | 1     | 1     | 0     | —              | —              | —              | 22     | 2      | 2      |
| Club Totaal | Club Totaal     | Club Totaal        | 90         | 16         | 8          | 6     | 4     | 3     | 0              | 0              | 0              | 96     | 20     | 11     |
| TOTAAL      | TOTAAL          | TOTAAL             | 534        | 197        | 68         | 71    | 43    | 11    | 42             | 12             | 7              | 647    | 252    | 86     |

## Interlandcarrière
Negredo debuteerde op 10 oktober 2009 tegen Armenië voor het nationale team van Spanje.

## Erelijst
| Competitie              |         |         |         |         |
| Competitie              | Aantal  | Jaren   |         |         |
| Sevilla                 | Sevilla | Sevilla | Sevilla | Sevilla |
| ----------------------- | ------- | ------- | ------- | ------- |
| Copa del Rey            | 1x      | 2009/10 |         |         |
| Manchester City         |         |         |         |         |
| Kampioen Premier League | 1x      | 2013/14 |         |         |
| League Cup              | 1x      | 2013/14 |         |         |
| Spanje                  |         |         |         |         |
| Europees kampioen       | 1x      | 2012    |         |         |